# Red Machine – Hunt or Be Hunted
Red Machine – Hunt or Be Hunted (alternativer deutscher Titel Last Frontier) ist ein amerikanisch-kanadischer Horrorfilm, bei dem David Hackl die Regie führte und das Drehbuch von J.R. Reher geschrieben wurde. Die Schauspieler James Marsden, Thomas Jane, Billy Bob Thornton, Piper Perabo und Scott Glenn spielen die Hauptrollen. Der Film wurde 2014 produziert und im Februar 2015 in Deutschland auf DVD veröffentlicht.

## Handlung
In den finsteren Wäldern Alaskas häufen sich grausame Zwischenfälle. Der örtliche Sheriff Beckett bekommt es in jüngster Vergangenheit immer wieder mit mysteriösen Todesfällen und übel zugerichteten Leichenfunden zu tun. Die verstümmelten Leichen lassen darauf schließen, dass ein gewaltiger Grizzlybär sein Unwesen in den Wäldern treibt. Als sein jüngerer Bruder Rowan, der seit Jahren keinen Kontakt mehr mit ihm hatte, in dem Waldgebiet eine Suche nach seinem kürzlich verschollenen Freund Johnny durchführen will, ist Beckett alles andere als begeistert. Widerwillig schließt er sich mit seinem Bruder, der gerade aus dem Knast entlassen wurde, zusammen, um eine Bergungsmission in das Territorium des Bären zu starten. Verkompliziert wird die Lage auch noch, weil Becketts nichtsahnende Frau Michelle ebenfalls in den Wäldern umherstreift und gehörlos ist. Diese gerät auch prompt in eine von Wilderern ausgelegte Falle und ist dem Grizzly ausgeliefert, als Rowan gerade rechtzeitig auftaucht und den Bären vertreiben kann. Ihre Suche führt die ungleichen Brüder ins berüchtigte Grizzly Maze, ein abgeschiedenes Stück Wildnis.
Währenddessen ist auch der skrupellose und fanatische Bärenjäger Douglas in dem Gebiet unterwegs. Immer tiefer dringen die eigentlich zerstrittenen Brüder in die Wildnis ein und ahnen dabei nicht, dass der Killerbär, der Geschmack an Menschenfleisch gefunden hat, ihnen ganz dicht auf den Fersen ist. Bald werden die Jäger selbst zu Gejagten.

## Synchronisation
Die deutschsprachige Synchronisation entstand bei der Splendid Synchron in Köln nach einem Dialogbuch von Ilya Welter, die auch die Dialogregie übernahm.
| Darsteller/in      | Deutsche Synchronstimme | Rolle           |
| ------------------ | ----------------------- | --------------- |
| James Marsden      | Robin Kahnmeyer         | Rowan Moore     |
| Thomas Jane        | Thomas Nero Wolff       | Beckett Moore   |
| Piper Perabo       | Katja Liebing           | Michelle        |
| Scott Glenn        | Hans Bayer              | Sheriff Sully   |
| Michaela McManus   | Jana Schölermann        | Kaley           |
| Billy Bob Thornton | Joachim Tennstedt       | Douglas         |
| Kelly Curran       | Kirstin Hesse           | Amber           |
| Sean Owen Roberts  | Michael-Che Koch        | Franco          |
| Adam Beach         | Oliver Krietsch-Matzura | Johnny Cadillac |
| Mariel Belanger    | Ilya Welter             | Mary            |
| Luisa D’Oliveira   | Fabienne Hesse          | Zoe Langford    |

## Kritiken
Die Plattform Rotten Tomatoes verzeichnete bei 11 ausgewerteten Kritiken nur 36 % positive, Metacritic verzeichnete einen Score von 43 (basierend auf vier Kritiken).
Das Lexikon des internationalen Films urteilte, dass eine ökologisch grundierte Abenteuergeschichte auf ein Bruder-Drama in einem solide unterhaltenden Genre-Mix treffe. Die Filmzeitschrift Cinema vergab 3 von 5 Punkten und merkte an, dass Regisseur Hackl ausgetretenen Genrepfaden folge und seine Story mit einem um Schockstarre bemühten Krawallshowdown zu Ende bringen würde.
Simon Abrams kam in seiner Kritik auf Rogerebert.com zu einem negativen Ergebnis und urteilte, dass die Macher des Films auch nicht besonders gut darin seien, den Nervenkitzel eines Genrefilms zu liefern.